# 노붐 오르가눔

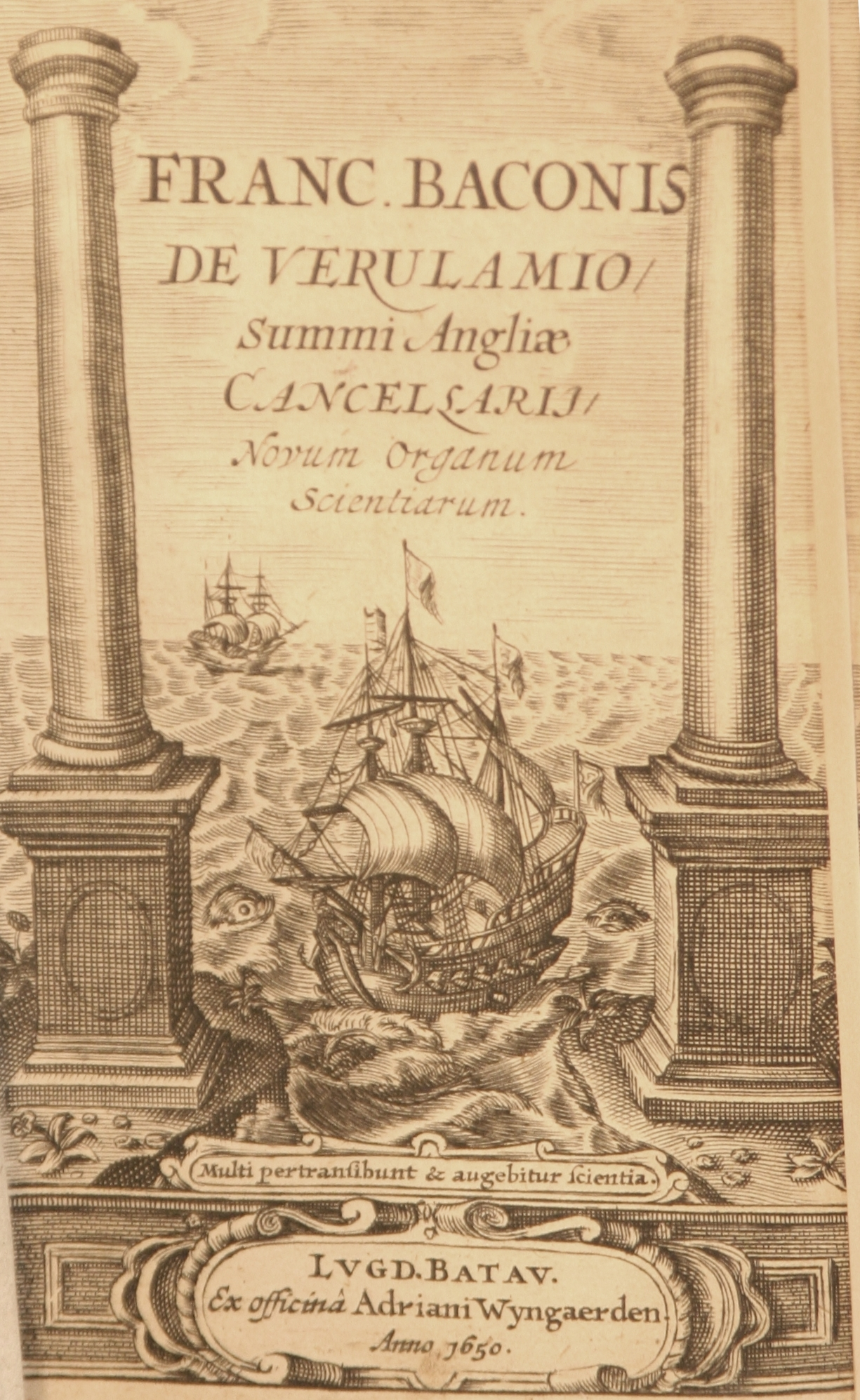
《노붐 오르가눔》 표지.

노붐 오르가눔(라틴어: Novum Organum Scientiarum 노붐 오르가눔 스키엔티아룸[*]), 신(新) 오르가논(그리스어: Όργανον) 또는 신기관(新機關)은 1620년에 간행한 프랜시스 베이컨의 철학 저작이다. 제목은 아리스토텔레스가 논리와 추론 방법에 관해 저술한 책 오르가논에 대항하는 의미이며, '새로운 오르가논'을 뜻한다. 또한 제목 전체를 직역하면 '과학의 새로운 도구'를 뜻한다. 베이컨은 노붐 오르가눔에서 기존 연역법보다 뛰어나다고 생각하는 새로운 추론 방법을 제시하였는데, 이는 오늘날 베이컨적 방법으로 알려져 있다.
이 책에서 베이컨은 사물이나 현상의 본질을 찾아내기 위해 귀납법 사용을 주장한다. 예를 들어, 열이라는 현상 원인을 찾기 위해서는 열이 발생하는 모든 상황과 열이 발생하지 않는 상황, 그리고 그 둘에 포함되지 않는 중간 상황을 모두 목록으로 만든 다음 귀납적으로 환원할 수 있다. 열 원인은 첫째 목록에 나열한 상황에서 공통으로 발견되어야 하고, 두 번째 목록에서는 찾을 수 없어야 하며, 세 번째 목록에서는 다양한 정도로 발견되어야 한다.
노붐 오르가눔 표지에는 지브롤터 해협 양쪽에 선 헤라클레스의 기둥을 통과하여 지중해로부터 미지 대서양을 탐험하러 떠나는 갤리온의 모습이 묘사되어 있다. 베이컨은 이 갤리온과 같이 스콜라 철학의 구시대적 관념을 타파하고 만물을 더 올바르게 이해하고자 하였다. 그 밖에, 표지 아래쪽의 라틴어 구절은 다니엘서 12장 4절을 인용한 것인데, "많은 사람이 왕래하고 더 많은 것이 알려지리라."라는 뜻이다.

## 구성
베이컨이 본래 구상했던 것은 그의 다른 저술 《학문의 진보》(1605년) 등을 모두 아우르는 《대혁신》(라틴어: Instauratio Magna 인스타우라티오 마그나[*]) 제하의 6부작이었으며, 그 안에서 노붐 오르가눔은 제2부를 차지한다. 하지만 베이컨은 제5부와 제6부에는 손도 대지 못한 채 세상을 떠났고 노붐 오르가눔은 베이컨의 생전에 두 권 분량으로 별도 출판되었다. 그러나 베이컨이 예정한 추가 내용이 결국 집필되지 않아 노붐 오르가눔조차도 완성된 저술은 아니다.

## 제1권
제1권은 《자연과 인간의 해석에 대한 금언집》(라틴어: Aphorismi de Interpretatione Naturae et Regno Hominis)으로, 이 책에서 베이컨은 당시의 자연철학, 특히 그가 주창한 귀납적 추리에 비해 자연철학의 진리를 밝혀내는 데 있어서 부적합하다고 스스로 여겼던 삼단 논법에 의한 연역적 추론을 비판한다. 베이컨은 금언집을 통하여 언어가 혼란스럽거나 잘못 일반화된다면 연역법에 의한 논리 체계는 아무 쓸모가 없어진다고 하면서 귀납법이 유일한 희망이라고 주장하였다.
귀납법의 중요성을 몇 차례 반복하여 강조한 후 베이컨은 네 가지 우상을 언급한다.

### 우상론
베이컨은 노붐 오르가눔에서 《오르가논》에 정면으로 대항하는 제목에 걸맞게 기존의 통념을 깨는 진취적인 자세를 고수한다. 이를 위해 베이컨은 인간의 지성이 진리에 접근하는 것을 방해하는 편견을 우상이라고 칭하고 4가지로 정형화하여 제시하였다. 이 네 우상들은 베이컨의 이전 저작에서도 초기 형태로 나타나지만 완전한 모습을 갖춘 것은 노붐 오르가눔에서가 처음이다.
종족의 우상(라틴어: idola tribus)은 종족으로서 인간이 가진 본질적인 폐단을 말한다. 베이컨은 인간의 감각을 기준으로 사고한다면 우주의 참된 진리를 인지할 수 없다고 기술한다. 또한 인간의 상상을 통하여 자연에 근거 없는 규칙을 상정하는 것 또한 종족의 우상에 의해 생기는 오류에 속한다.
동굴의 우상(라틴어: idola specus)은 각 개인이 가진 선입견을 말하는 것으로, 이름은 선입견을 동굴 속에 있던 사람이 처음 굴 밖으로 나와서 겪는 일에 비유한 데서 따왔다. 동굴의 우상은 어떤 사람의 경험이나 그가 받은 교육 등에 의해 형성되는데, 제1권에서 베이컨은 아리스토텔레스 역시 자연철학을 자기 논리의 노예로 만들었다며 이 우상의 예로 삼는다.
시장의 우상(라틴어: idola fori)은 잘못된 표현이나 정의로 인하여 생기는 폐단을 가리킨다. 정의조차도 언어로 구성되어 있으므로 해결책이 되지 못한다고 베이컨은 언급하였다. 베이컨은 시장의 우상을 다시 두 가지로 나누었는데, 첫째는 실체가 없는 것에 대한 이름이고 둘째는 실제로 존재하지만 정밀하지 못한 혼란스러운 정의만을 가진 이름이다.
극장의 우상(라틴어: idola theatri)은 학문의 체계나 학파 등으로부터 생기는 폐단이다. 이 역시 세부적인 세 가지 범주 아래 다시 분류되는데, 첫째는 상상을 통하여 얻어진 체계에 약간의 경험을 끼워맞춤으로써 생기는 것이며 베이컨에 따르면 아리스토텔레스가 그 대표적인 사례이다(궤변파, 합리파). 둘째는 실험의 결과를 왜곡함으로써 발생하는 것(경험파), 셋째는 신학과 미신을 과학에 도입함으로써 생기는 것이다(미신파). 베이컨은 셋째가 가장 흔했으나 둘째가 가장 많은 해를 끼쳤다고 적는다.
베이컨은 노붐 오르가눔을 통하여 아리스토텔레스의 학문은 이 네 가지 우상의 폐단에 젖어 있고 중세 종교의 시녀 역할을 해 왔을 뿐이라고 주장하였다.

## 제2권
앞에서 기존의 자연 철학의 단점에 대해 열거한 뒤 베이컨은 자신의 철학과 방법에 대해 설명하고 있다. 베이컨의 이론은 여전히 아리스토텔레스의 의견을 포함하고 있지만 흥미로운 방법으로 새로 정의하고 있다. 전통적으로 소재, 형식화, 최적화, 결과의 네 단계 가운데 결과가 가장 중요하다고 여겨져 왔던 가운데 베이컨은 결과가 제일 도움이 되지 않으며 과학에 해를 끼치는 경우도 있다고 주장한다. 베이컨은 가장 중요하고 가치 있는 단계로 형식화를 들고있다. 베이컨은 형식화의 단계를 통해 자연의 원리를 알 수 있다고 믿었다.
두 번째 책에서 베이컨은 그가 귀납법이라고 부르는 것의 예시를 제공하고 있다. 열에 대한 예시를 보자. 첫 번째 단계는 열이 존재하는 사례를 찾는 것이다. 관찰 자료를 충분히 얻기 위해서 베이컨은 본질의 존재표와 비존재의 근사표라는 두 가지 표를 제시하고 있다. 이 두 가지 표를 통해서 열의 성질이 나타나는 모든 사례를 찾을 수 있다. 베이컨은 서로 관련성이 있는 데이터만으로 열의 성질을 다양한 정도에 대해 분류하여 정도의 표라는 표를 만들었다. 이 표에서 비교, 대조를 통해 선택적으로 항목들을 지워나감에 따라 열의 본질에 근접해 갈 수 있다. 예를 들어 불과 끓는 물의 사례에서 둘 다 열을 가지고 있으나 불은 빛을 내고 끓는 물은 빛을 내지 않기 때문에 빛은 열의 본질이 아님을 알 수 있다. 베이컨은 이와 같은 비교 분석으로 점진적으로나마 열의 본질에 다가갈 수 있도록 하였다. 이와 같은 방법으로 나온 가정을 첫 번째 빈티지라고 부르며 이론적인 방법 또는 실험적인 방법으로 다듬어 나갈 수 있는 시발점이 된다.
베이컨적 방법에서 첫 번째 빈티지는 마지막 단계가 아니다. 베이컨은 노붐 오르가눔에서 27가지 종류의 사례들에 대해 특별한 힘들을 통해 그 사례들이 연관되어 있음을 기술하였다. 또한 그것에서 귀납법의 도움을 받아 논리적으로 강화된 장치와 방법들도 책에 소개하고 있다. 첫 번째 빈티지 말고도 베이컨은 그럴듯하게 베이컨적 방법의 다음 단계로 쓰일 수 있는 논리적 수단들에 대해서도 열거하고 있다. 이것들은 노붐 오르가눔에는 자세히 설명되어 있지 않으며 베이컨이 일찍 죽지 않았더라면 《대혁신》 후속편에서 설명되었을 것이다.

## 과학혁명에 대한 기여
베이컨은 그가 괄목할 만한 과학적 진리를 발견했다고 주장하지 않았다. 오히려 그는 지식의 진보는 여러 세대의 수 많은 사람들에 의해 이루어진다고 믿었다. 베이컨의 인간의 지식의 진보에 대한 기여는 주로 그의 과학적 연구가 아닌 자연 철학의 재해석 방법에 의한 것이다. 그는 논리에만 의지하는 기존의 연역법을 타파하고 자연의 진리를 발견하기 위해서는 엄밀한 관찰과 실험을 통해야만 한다고 주장하였다. "아는 것이 힘이다."나 "자연은 그에 순종함으로써 정복할 수 있다."와 같은 그의 명언에서 알 수 있듯이 그는 지식을 통해 자연의 진리를 탐구하고 미지의 영역을 좁혀 나가고자 했다. 이러한 그의 주장은 후에 근대 과학의 발전이 발전하고 과학혁명이 일어나는데 큰 도움을 주었다.
그러나 이 점이 항상 장점만 있는 것은 아니다. 아는 것이 힘이라는 명언은 인간의 자연 지배를 합리화함으로써 산업 혁명의 과도한 진행을 야기했고, 20세기에 이르러 1,2차대전, 그리고 에너지 고갈과 환경파괴를 일으켰다.

## 참고 자료
- 장대익 (2008). 《과학에는 뭔가 특별한 것이 있다》. 김영사. ISBN 9788934921318.